# Klipperskepp

Den berömda klippern Cutty Sark.

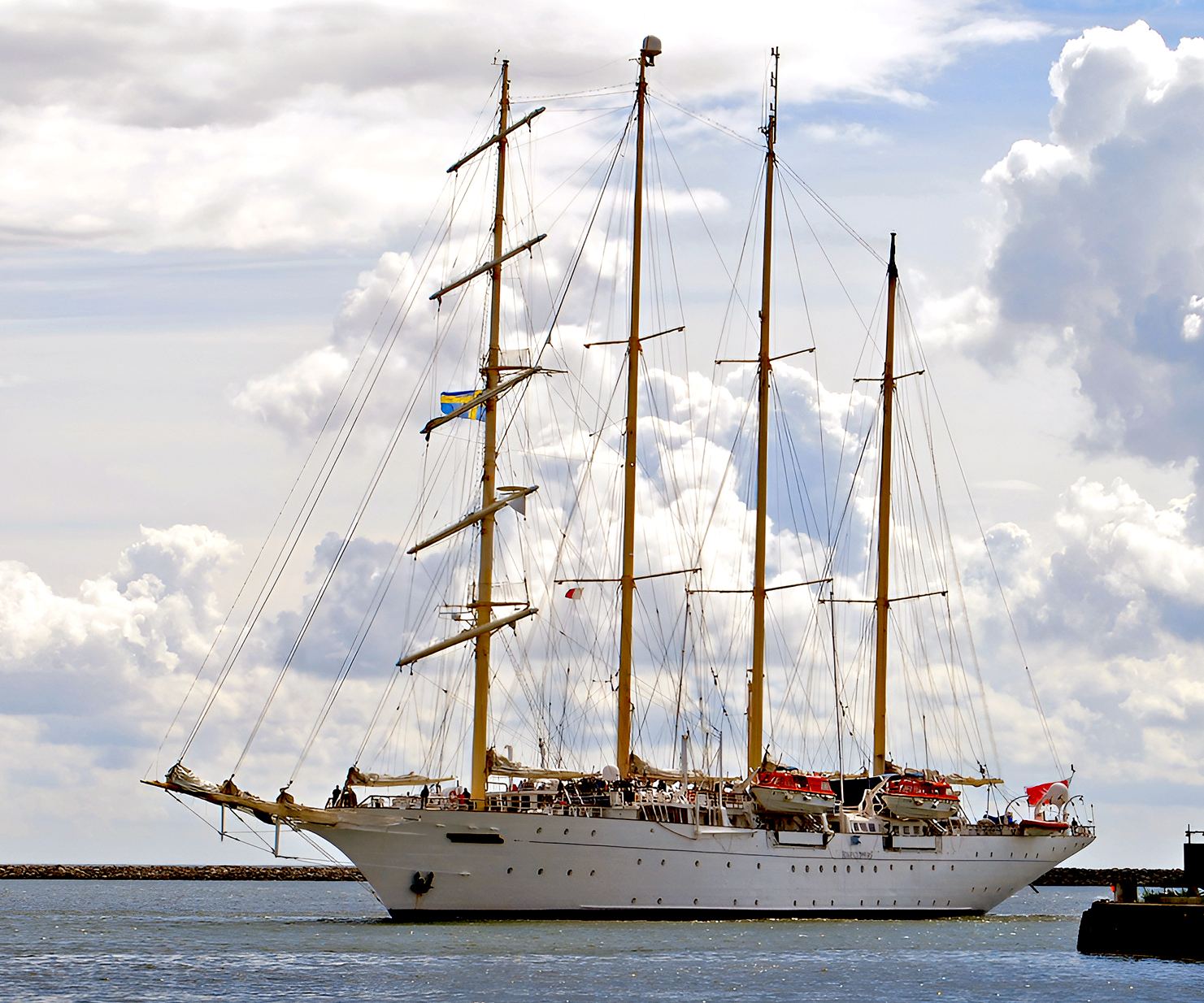
Star Flyer, en klipper byggd 1991 på besök i Ystad 2013.

Klipperskepp är råriggade, oftast fullriggade, segelfartyg med smalt skrov och stor segelyta, byggda i mitten av 1800-talet.
Klipperskeppen var i viss mån avvikande från andra segelfartyg genom sin form och förhållandet mellan huvuddimensionerna. I Aberdeen, i Skottland, byggdes, under namn av clippers (av clip, klippa, skära), de första fartygen av denna form, med vilken man avsåg att ge fartygen så stor snabbseglingsförmåga som möjligt. De var mindre skonertar av betydlig längd i förhållande till bredden, med skarpa bogar och utfallande förstävar. Sedermera byggdes i USA större fartyg av en konstruktion liknande dessa clippers. De var större och erhöll därför namnet klipperskepp. Därifrån spred sig byggandet av klipperskepp även till andra länder. Dessa fartygs längd var minst omkring fem gånger bredden, djupgåendet endast omkring hälften av bredden, största tvärskeppssektionen särskilt fyllig och ändarna mycket skarpa samt förstäv och bog betydligt utfallande över vattnet.
Klipperskeppen var de snabbaste fartygen under sin era. Vissa av dem kunde under ideala förhållanden hålla medelfarter kring 16 knop och toppfarter på över 20 knop har noterats. De byggdes för passagerarfart och för tehandeln från Kina och Ostasien hem till Europa igen. De senare resorna utvecklades ofta till hastighetstävlingar mellan rederierna, då säsongens första telast betingade det högsta priset.
De samtida ångfartygen hade vanligen toppfarter kring 10 knop i lugnt väder, men hade fördelen att säkrare kunna hålla en utlovad tidtabell. Allteftersom ångmaskinen utvecklades – och därmed framförallt bränsleåtgången minskade – blev konkurrensen allt hårdare. Suezkanalen, som öppnades 1869, innebar en avgörande fördel för ångfartygen ifråga om ostindientraden. Cutty Sark, sjösatt detta år, hörde till de sista klipprarna som kom att segla på tetraden. I USA byggdes det sista klipperfartyget 1873. De brittiska kom mot slutet att främst fokusera på handeln med Australien, det sista byggdes 1891.

## Beskrivning
Klipperskeppen var i allmänhet av trä eller kompositbyggda med järnspanter och träbordläggning. Stålfartygen som byggdes i slutet av 1800-talet och början av 1900-talet kunde vara betydligt större och därmed uppnå liknande farter trots en skrovform mindre optimerad för snabbsegling. Som exempel kan nämnas att Cutty Sark mätte 60 meter i vattenlinjen medan den fyrmastade stålbarken Pamir (sjösatt 1905) mätte 95 meter.

## Utveckling

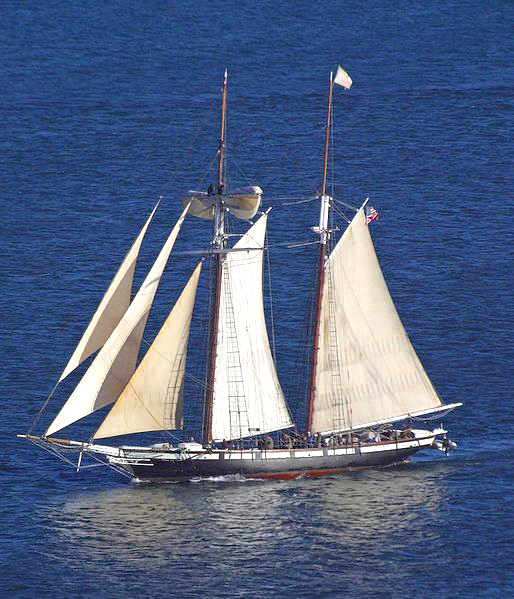
Baltimore-klippern Californian, rekonstruktion 1984

Snabba segelfartyg utvecklades i Chesapeake-bukten sent på 1700-talet. Lotsar som var privata företagare behövde snabba fartyg i konkurrensen. Snabbhet var viktigare än lastdryghet. Små skonare var vanliga som lotsbåtar och utvecklades till Baltimore-klipper med skarpt skrov och stor segelarea. Dessa var dock mindre snedsegelriggade fartyg, medan klipperskeppen var fullriggare eller barkskepp avsedda för oceanfart.

## Berömda klipperskepp (urval)
| Nr | Skepp                | Byggd | nationalitet | Konstruktör/Varv               |
| -- | -------------------- | ----- | ------------ | ------------------------------ |
| 1  | Rainbow              | 1845  | USA          | John H. Griffith.              |
| 2  | Flying Cloud         | 1851  | USA          | Donald McKay.                  |
| 3  | Cairngorm            | 1853  | Skottland    | Alexander Hall, Aberdeen.      |
| 4  | Champion of the Seas | 1854  | USA          | D. McKay.                      |
| 5  | Fiery Cross          | 1860  | England      | Chaloner, Liverpool.           |
| 6  | Taeping              | 1863  | Skottland    | Charles Connell & Co, Glasgow. |
| 7  | Taitsing             | 1865  | Skottland    | Charles Connell & Co, Glasgow  |
| 8  | Cutty Sark           | 1869  | Skottland    | Hercules Linton, Aberdeen.     |